# Атлетико (футбольный клуб, Лиссабон)
«Атлетику» (порт. Atlético Clube de Portugal) — португальский футбольный клуб, базирующийся в Алкантаре, одном из пригородов Лиссабона. Клуб выступает во второй по силе лиге страны. Был основан в 1942 году путём слияния клубов «Каркавелиньош» (Carcavelinhos) и «Униан Лиссабон» (União de Lisboa). Домашние матчи проводит на стадионе «Тападинья», вмещающем 10 000 зрителей. В высшем дивизионе Португалии «Атлетико» провёл в общей сложности 24 сезона, дважды завоёвывал бронзу чемпионата.

## Достижения
как «Атлетико»
- Чемпионат Португалии: 3-е место — 1943/44 и 1949/50
- Кубок Португалии: Финалист — 1945/46 и 1948/49

как «Каркавелиньош»
- Чемпионат Португалии: 4-е место — 1937/38
- Кубок Португалии: Победитель — 1927/28

как «Униан Лиссабон»
- Чемпионат Португалии: 6-е место — 1934/35
- Кубок Португалии: Финалист — 1928/29